# Roland Zwahlen
Roland Zwahlen (* 17. Mai 1977 in Bern) ist ein ehemaliger Schweizer Biathlet.

## Karriere
Roland Zwahlen betreibt seit 1999 Biathlon und gehörte ebenso lang dem schweizerischen Nationalteam an. 2000 debütierte er im Biathlon-Weltcup bei einem Sprint in Oberhof mit Rang 86. Zwahlen konnte in seiner gesamten Weltcupkarriere in Einzelrennen keine herausragenden Ergebnisse erzielen, nur einmal, 2005 bei einem Sprint in Oberhof, konnte er als 30. einen Weltcuppunkt erlaufen. Von Bedeutung war Zwahlen jedoch vor allem als Mitglied der Schweizer Staffel, mit der er sich mehrfach unter den besten zehn des Weltcups platzieren konnte. Heraus stach Position sechs mit der Staffel 2007 in Oberhof.
Der von Manfred Geyer trainierte und für den NSC Gantrisch startende Landschaftsgärtner nahm an den Olympischen Winterspielen 2002 in Salt Lake City teil und trat ohne grössere Erfolge in allen vier Rennen an. Zwischen 2000 und 2007 trat er zudem bei allen Weltmeisterschaften an, bestes Ergebnis kam mit Rang 32 2004 in Oberhof zustande. Für die Olympischen Spiele 2006 wurde Zwahlen nicht nominiert. Seine grössten Erfolge feierte der Schweizer aber, nachdem er teilweise nicht mehr für das Weltcupteam berücksichtigt worden war, im zweitklassigen Europacup. 2006, 2007 und 2008 feierte er jeweils einen Sieg in einem derartigen Rennen. Nach den Rennen in Valromey im März 2008 beendete Roland Zwahlen nach einer kompletten Saison im Europacup seine Karriere.

## Sonstiges
Ausserhalb des Biathlonsports ist Zwahlen ein sehr guter Langstreckenläufer; er belegte beim Halbmarathon des Rennsteiglaufs 2007 in seiner Altersklasse mit einer Zeit von 1:15:20 h den 1. Platz (7. Platz der Gesamtwertung).

## Biathlon-Weltcup-Platzierungen
Die Tabelle zeigt alle Platzierungen (je nach Austragungsjahr einschliesslich Olympische Spiele und Weltmeisterschaften).
- 1.–3. Platz: Anzahl der Podiumsplatzierungen
- Top 10: Anzahl der Platzierungen unter den ersten zehn (einschliesslich Podium)
- Punkteränge: Anzahl der Platzierungen innerhalb der Punkteränge (einschliesslich Podium und Top 10)
- Starts: Anzahl gelaufener Rennen in der jeweiligen Disziplin

| Platzierung         | Einzel | Sprint | Verfolgung | Massenstart | Staffel | Gesamt |
| ------------------- | ------ | ------ | ---------- | ----------- | ------- | ------ |
| 1. Platz            |        |        |            |             |         |        |
| 2. Platz            |        |        |            |             |         |        |
| 3. Platz            |        |        |            |             |         |        |
| Top 10              |        |        |            |             | 5       | 5      |
| Punkteränge         |        |        | 1          |             | 26      | 27     |
| Starts              | 23     | 51     | 17         |             | 30      | 121    |
| Stand: Karriereende |        |        |            |             |         |        |

### Olympische Winterspiele
Ergebnisse bei Olympischen Winterspielen:
|                                                | Einzelwettbewerbe | Einzelwettbewerbe | Einzelwettbewerbe | Einzelwettbewerbe | Staffelwettbewerbe |
| Sprint                                         | Verfolgung        | Einzel            | Massenstart       | Herrenstaffel     |                    |
| ---------------------------------------------- | ----------------- | ----------------- | ----------------- | ----------------- | ------------------ |
| Olympische Winterspiele 2002 \| Salt Lake City | 55.               | 47.               | 58.               | –                 | 18.                |

### Weltmeisterschaften
Ergebnisse bei den Weltmeisterschaften:
| Weltmeisterschaften | Weltmeisterschaften | Einzel | Sprint | Verfolgung | Massenstart | Staffel |
| Jahr                | Ort                 | Einzel | Sprint | Verfolgung | Massenstart | Staffel |
| ------------------- | ------------------- | ------ | ------ | ---------- | ----------- | ------- |
| 2000                | Oslo                | 63.    | 60.    | LAP        | –           | –       |
| 2001                | Pokljuka            | 66.    | 76.    | –          | –           | 17.     |
| 2003                | Chanty-Mansijsk     | 52.    | 42.    | 40.        | –           | 15.     |
| 2004                | Oberhof             | 52.    | 32.    | LAP        | –           | 11.     |
| 2005                | Hochfilzen          | 41.    | 75.    | –          | –           | 19.     |
| 2007                | Antholz             | 35.    | 63.    | –          | –           | 16.     |